# Микрофауна
Микрофа́уна ( μικρό + лат. fauna) — совокупность микроскопических организмов, которые проявляют свойства, характерные для животных. Традиционно к микрофауне относят живых существ размером от десятых долей до 2—3 мм. Микрофауна является полифилетической группой и состоит из представителей царства животных, таких как нематоды, мельчайшие клещи, коловратки и другие, и царства протистов, например амёбы, споровики, инфузории. Это отличает микрофауну от микрофлоры. Микроорганизмы представляют собой совокупность микрофлоры и микрофауны.

## Среда обитания
Представители микрофауны присутствуют во всех экосистемах и природных средах Земли. Они играют важную роль в качестве редуцентов, разлагающих органические остатки в почве (в том числе в лесных), воде (зоопланктон) и других средах, а также являются активными участниками процессов обмена веществ в организмах более крупных живых существ.

## Значение в природе
Наиболее важным примером роли микрофауны в круговороте веществ в природе является деятельность микроорганизмов этой группы в почве. Микрофауна почвы способна разлагать практически любые органические вещества, как природного, так и искусственного (синтетического) происхождения, такие как тринитротолуол и синтетический каучук. Эти организмы часто являются важными звеньями в пищевой цепи между первичными продуцентами и более крупными видами. Например, зоопланктон — это широко распространенные в водной среде (в океане и пресноводных водоёмах) микроскопические животные и простейшие, которые питаются микроскопическими водорослями и другими фотосинтезирующими микроорганизмами (фитопланктоном) и детритом (органическим илом), и сами, в свою очередь, служат кормом для многочисленных более крупных живых организмов — планктофагов. К ним относятся, например, фораминиферы, а также криль, который является основным источником пищи даже для таких крупных животных, как усатые киты.
Микрофауна (наряду с микрофлорой) также принимает активное участие в пищеварительных процессах практически всех животных, обладающих развитой пищеварительной системой.

## Скрытая жизнь
Микрофауна является наименее изученным компонентом фауны почв. Многих представителей микрофауны часто относят к так называемой «криптозоа» («скрытой жизни»), состоящей по большей части из животных, ещё не описанных наукой. Из примерно 10—20 миллионов видов животных в мире только 1,8 миллионам были присвоены научные названия, и многие из оставшихся миллионов, вероятно, являются микрофауной, большая часть которой обитает в тропиках.

## Палеонтология
Изучение ископаемых остатков древней микрофауны (в первую очередь раковин фораминифер и радиолярий, панцирей остракод и так далее) и так называемого «известкового ила» помогает в датировке геологического возраста слоёв отложений и осадочных пород.